# Blauwe Horde
De Blauwe Horde (Kazachs: Көк Орда/Kök Orda, Tataars: Күк Урда/Kük Urda, Turks: Gök Ordu/Orda) was een van de ulussen in het Mongoolse Rijk die werd gevormd rond 1227, na de dood van Dzjengis Khan en de daaropvolgende verdeling van het Rijk. Het was het oostelijke gedeelte van de Gouden Horde, waar de Witte Horde het westelijke deel van uitmaakte.